# Fenioux (Deux-Sèvres)
Fenioux é uma comuna francesa na região administrativa da Nova Aquitânia, no departamento de Deux-Sèvres. Estende-se por uma área de 33,65 km². Em 2010 a comuna tinha 648 habitantes (densidade: 19,3 hab./km²).